# 经甫树蛙
经甫树蛙（学名：Polypedates chenfui）也称经甫泛树蛙为树蛙科张树蛙属的两栖动物，是中国的特有物种。分布于湖北、江西、四川、贵州等地，常生活于山区静水池塘内。其生存的海拔为1400米。该物种的模式产地在四川峨眉山。
本种是1945年刘承钊根据采集自峨眉山慧灯寺的标本发布的新种，最初归入树蛙属（Rhacophorus），之后有研究人员将其归入泛树蛙属（Polypedates），2019年又被划入张树蛙属。

## 形态特征
经甫树蛙雄蛙体长33～41毫米，雌蛙体长46～55毫米。 皮肤较光滑，身体背部纯绿色，体侧具有一乳黄色细线纹，线纹下方为藕褐色；腹面紫肉色或金黄色，咽喉部有褐色斑。

## 保护
本种于2023年被收录入《有重要生态、科学、社会价值的陆生野生动物名录》。